# Axel Ender
Axel Hjalmar Ender (født 14. september 1853 på gården Dikemark i Asker ; død 10. September 1920. i Kristiania) var en norsk maler og billedhugger. Han var far til maleren og grafikeren Ragnhild Ender.
Axel Ender var en periode elev hos Julius Middelthun på Tegneskolen i Kristiania, gik 1872-74 på akademiet i Stockholm og studerede i München 1875-ca. 1880.
Ender malede genrebilleder, som blev populære. Han malede også altertavler, blandt andet Kvinderne ved graven i Kampen kirke i Oslo og i kirken i Molde; Korsfæstelsen i Østre Porsgrunn kirke.
Som billedhugger vandt han en konkurrence om en skulptur af Tordenskjold til rådhuspladsen i Oslo, hvilket sikrede ham St. Olavs Orden (ridderkorset).
| - Altertavler - Interiør fra Østre Porsgrunn kirke (no) - Tidligere altertavlemaleri, nu ophængt i Sundby Kirke ved København - Stereofotografi fra domkirken i Molde |

| - Genrebilleder - Pige med grøntsager, 1878, genremaleri. Nasjonalmuseet - Italienergutt, italiensk dreng, 1879. Nasjonalmuseet - Pige i køkkenet - Ung pige på skøjter - Kvinde ved et udsigtspunkt |

| - Andre værker af Axel Ender - Slædekørsel på isen - Vinterudflugt - Interiør, 1874 Bergen Kunstmuseum - Landskab fra Nord-Aurdal, 1896 - På skøjtebanen |